# 葱茈羌
葱茈羌，古族名。西羌的一支。
葱茈羌原在祁连山区游牧，其中多有小月氏人，所以被人称其为“月氏余种”。东汉末年葱茈羌与黄牛羌、白马羌迁居到婼羌以西至葱岭（今帕米尔高原）间西域南山（昆仑山）的数千里山谷中。各有酋豪。与西域南道诸国相邻，游牧于今昆仑山和喀喇昆仑山内外。